# Hourglass
Hourglass – drugi solowy album studyjny wokalisty i frontmana zespołu Depeche Mode, Davida Gahana. Wydany została przez Mute i Virgin 23 października 2007 w Europie. Album został wyprodukowany przez samego wokalistę, Andrew Phillpotta i Christiana Eignera.
W Polsce nagrania uzyskały certyfikat złotej płyty.

## Lista utworów
Wszystkie utwory są autorstwa Davida Gahana, Andrew Phillpotta i Christiana Eingera
1. „Saw Something” – 5:14
2. „Kingdom” – 4:34
3. „Deeper and Deeper” – 4:34
4. „21 Days” – 4:35
5. „Miracles” – 4:38
6. „Use You” – 4:48
7. „Insoluble” – 4:57
8. „Endless” – 5:47
9. „A Little Lie” – 4:53
10. „Down” – 4:34

### Bonus
Bonus dostępny tylko w iTunes na wydaniu deluxe Hourglass
1. „Kingdom” (Digitalism Remix) – 5:36
2. „Deeper and Deeper” (SHRUBBN!! Dub) – 4:43
3. „Use You” (K10K Remix) – 6:03

### DVD
1. „Hourglass – A Short Film” – 17:52
2. „Kingdom” (promocyjny teledysk) – 4:33
3. „Hourglass – The Studio Sessions” – 20:03
4. „Saw Something”
5. „Miracles”
6. „Kingdom”
7. „A Little Lie”
8. „Endless from Hourglass. The Studio Sessions” – 3:44

## Pozycje na listach
| Lista | Kraj   | Pozycja |
| ----- | ------ | ------- |
| OLiS  | Polska | 7       |